# Barraca XXXVII (Aiguamúrcia)
La Barraca XXXVII és una obra d'Aiguamúrcia (Alt Camp) inclosa a l'Inventari del Patrimoni Arquitectònic de Catalunya.

## Descripció
És una magnífica construcció amb la típica cúpula de casella. És de planta circular, el seu diàmetre interior és de 3'80 metres. Està coberta amb una falsa cúpula que arriba a una alçada màxima de 4 metres i tanca amb una llosa.